# Pizzo Rotondo (Orobie)
Il Pizzo Rotondo è una montagna delle Alpi Orobie Occidentali alta 2.237 m s.l.m.

## Caratteristiche
Situato a cavallo tra i comuni di Valleve e Mezzoldo, il monte concorre col Monte Cavallo e con la Forcella Rossa a separare gli alpeggi dell'Arale a est da quelli di Cavizzola a ovest. Il rilievo si trova nel punto in cui la cresta che separa la Val Brembana dalla Valtellina incrocia la cresta che, verso sud, si dirige verso lo Forcella Rossa, il Monte Cavallo e il Monte Pegherolo.
La vetta ha una forma arrotondata, ed è quasi completamente ricoperta d'erba.

## Ascensione alla vetta
La via più rapida per raggiungere la vetta parte da San Simone, frazione di Valleve, dove si prende il sentiero per la Baita del Camoscio (strada carrabile). Si prosegue diritti lasciando la baita a sinistra e, 500 metri più avanti, si lascia il sentiero principale e si prende a sinistra in direzione della Forcella Rossa. Si attraversa quindi il passo e si prosegue per poi risalire lungo il sentiero che va a destra verso la cresta. Qui un sentiero segue pressappoco la cresta fino a giungere in vetta.